# Escola metòdica
L'escola metòdica és una de les grans escoles de medicina del món grecollatí, essent les altres dues l'escola dogmàtica i l'escola empírica. Molts dels textos metòdics s'han perdut, i només romanen fragments o discussions entre practicants de diferents escoles (també anomenades sectes) que permeten reconstruir-ne les principals teories.

## Història
No estan clars els orígens de l'escola metòdica, alguns apuntes a la seva creació per part d'Asclepíades Bitini i d'altres consideren que va ser el seu deixeble, Temisó de Laodicea, qui la va posar en marxa. Per acabar, hi ha qui considera que, tot i que les idees centrals poden haver partit del cercle d'Asclepíades, l'escola com a tal no existeix fins al segle i. Un dels seus principals defensors fou Sorà d'Efes el Jove i una altra figura cabdal Celi Aurelià. El nom prové de la pretensió d'aplicar un mètode únic a la pràctica de la medicina, que consideraven un art.

## Teories mèdiques
Els metòdics consideraven que el cos tenia un conjunt de porus pels quals circulaven els àtoms. Quan aquests no ho podien fer com era habitual, s'esdevenia la malaltia. Per tant, les malalties es podien classificar en aquelles que restringien el pas dels àtoms ("status strictus"), els que els feien escapar a massa velocitat ("status laxus") i les que combinaven ambdós efectes. Aquesta descompensació exigia un tractament immediat per restablir l'equilibri al cos del pacient, un restabliment que era comú a tots els éssers humans, és a dir, no depenia del cas únic sinó del tipus de símptomes, de la seva classificació. Les malalties es podien dividir també segons la seva gravetat, que forçava l'ordre de les actuacions mèdiques.
Es rebutja el plantejament que indaga en les causes de la malaltia. No és important saber per què una persona no està sana, sinó què li passa per poder determinar què li cal per restablir-se. També refusa l'existència d'estats ocults, tots els símptomes són evidents per a un observador atent. Serà aquesta concepció antimetafísica, pròpia dels metges dogmàtics, la que tornarà la popularitat a l'escola a principis del renaixement.

## Funcionament
La manera de procedir es troba fortament influïda pel pirronisme. El centre és el tractament de la malaltia, amb la compensació de la circulació dels àtoms, que sempre respon a les mateixes regles. Un cop s'identifiquen correctament els símptomes, resulta evident per al metge el que cal aplicar. El metge procedeix d'una forma racional i generalista, proporcionant el remei segons el que el cos demanda. Com indica Sext Empíric, això funciona també en altres àmbits de la natura, ja que els animals saben instintivament què necessiten per estar millor. Molts tractaments combinen un canvi en l'alimentació amb massatges, exposicions a vapors freds i calents i exercici per part del pacient. La fisioteràpia va guanyar en importància, espeecialment a l'antiga Roma.